# Llueve por dentro
«Llueve por dentro» es una canción interpretada por el cantante puertorriqueño-estadounidense Luis Fonsi, lanzada oficialmente como el tercer sencillo de su séptimo álbum de estudio Palabras del silencio (2008). La balada pop fue escrita por Fonsi junto a Amaury Gutiérrez, producida por Armando Ávila y fue revelada a través de su sitio web oficial el 30 de junio de 2009.

## Rendimiento en listas
| Lista (2009)                       | Posición más alta |
| ---------------------------------- | ----------------- |
| Estados Unidos (Hot Latin Songs)   | 33                |
| Estados Unidos (Latin Pop Airplay) | 24                |